# Mysouffa cumingii
Mysouffa cumingii är en snäckart som först beskrevs av Arthur Adams 1855.  Mysouffa cumingii ingår i släktet Mysouffa och familjen Acteonidae. Inga underarter finns listade i Catalogue of Life.